# Talapoin severní
Talapoin severní či talapoin gabonský (Miopithecus ogouensis) je úzkonosý primát, je to jeden ze dvou druhů rodu Miopithecus. Svůj vědecký název získal v roce 1997.
Vyskytuje se v tropických lesích středozápadní Afriky, severně od řeky Kongo. Nejčastěji pak ve vlhkých oblastech u řek, v mangrovových porostech a mokřadech.
Je jednou z nejmenších opic Afriky, neboť váží jen kolem jednoho kilogramu. Délka těla pak činí 32 až 45 cm. Typické jsou pro něj velké oči, velká mozková část hlavy i dlouhý ocas a dlouhé nohy.
Živí se částmi rostlin i menšími živočichy. Velmi dobře plave, a za potravou se dokonce i potápí.
Dožívá se 25 až 27 let.
Žije ve skupinách, které čítají i přes 100 jedinců, ale v průběhu dne se rozpadají na menší skupinky. V nich často používají svůj specifický hlas, který připomíná hlas ptačí. Po březosti o délce 160 dnů se většinou rodí jedno mládě, které váží až 230 g.

## Chov v zoo
Na rozdíl od talapoina angolského je sice chován v evropských zoo, i tak se však jedná o raritní druh. V rámci celého světadílu je chován jen ve 13 zoo, nejvíce přitom ve Španělsku a Česku. Evropský záchovný program řídí Bioparc Fuengirola ve Španělsku. V Česku jej chovají čtyři zoo:
- Zoo Dvůr Králové
- Zoo Praha
- Zoopark Zájezd
- Faunapark Sedlec

### Chov v Zoo Praha
Chov tohoto druhu v Zoo Praha započal v roce 1960. Od té doby byli talapoini chováni v pavilonu opic v horní čisti zoo, který byl zbourán v roce 1999. Chov byl obnoven o sedm let později třemi páry z volné přírody, a to již v nové expozici. První mládě se narodilo v roce 1961, ale nepodařilo se jej odchovat. První úspěšný odchov tak následoval až v roce 2008, v období po obnovení chovu. Jednalo se zároveň o český prvoodchov. V květnu 2020 se narodilo mládě.
Ke konci roku 2017 byli chováni jeden samec a dvě samice. Totéž platilo i o dva roky později.